# Karl Renner
Karl Renner (Unter-Tannowitz, 14 de diciembre de 1870-Viena, 31 de diciembre de 1950) fue un político austríaco. Nació en Moravia (entonces parte del Imperio austrohúngaro) y murió en Austria. Renner siempre estuvo interesado en política y llegó a ser bibliotecario en el Parlamento y miembro del Partido Socialdemócrata de Austria (SPO) en 1896; empezó a representar el partido en el Reichsrat en 1907.

## Biografía

### Juventud
Nació el 14 de diciembre de 1870, en la pequeña localidad morava de Unter-Tannowitz, el decimoctavo hijo y benjamín de un viticultor y gemelo de su hermano Anton, que murió a las pocas semanas del parto. A pesar de las penurias de su juventud, logró cursar estudios secundarios en un selecto gymnasium —donde recibió clases del filósofo Wilhelm Jerusalem— y, más tarde, realizó la carrera de Derecho en la Universidad de Viena.

### Formación política
A cargo de gran parte de su familia tras la ruina de su padre por la crisis agraria de la década de 1880, Renner logró un puesto de ayudante de bibliotecario en la biblioteca del Parlamento austriaco (Reichsrat) en 1895; puesto que conservó hasta 1907, cuando fue elegido diputado al primer Legislativo formado por sufragio universal masculino.
Durante su época de bibliotecario del Parlamento escribió tres destacados estudios sobre la reorganización del Estado austrohúngaro, en los que criticaba duramente las instituciones políticas estatales. Para entonces, Renner ya mantenía contactos con el movimiento socialista encabezado por Victor Adler.
En sus escritos, defendía la necesidad de eliminar el nacionalismo como obstáculo para el desarrollo económico y cultural; así, lo restringía al ámbito de la cultura y la comunicación, defendiendo la creación de unidades administrativas y económicas que englobasen diversas nacionalidades, organizadas estas en unidades culturas autónomas pero coordinadas por un Gobierno central. Renner propuso, además, la idea de la nacionalidad personal: cada individuo formaría parte de una nacionalidad por elección propia y no por su lugar de residencia; de este modo, eliminaba el concepto de «minorías nacionales» (nationale Minderheiten) y la necesidad de definir fronteras nacionales. Sus teorías, sin embargo, no recibieron el apoyo de ningún partido, sino únicamente de personalidades aisladas.

### La Primera Guerra Mundial

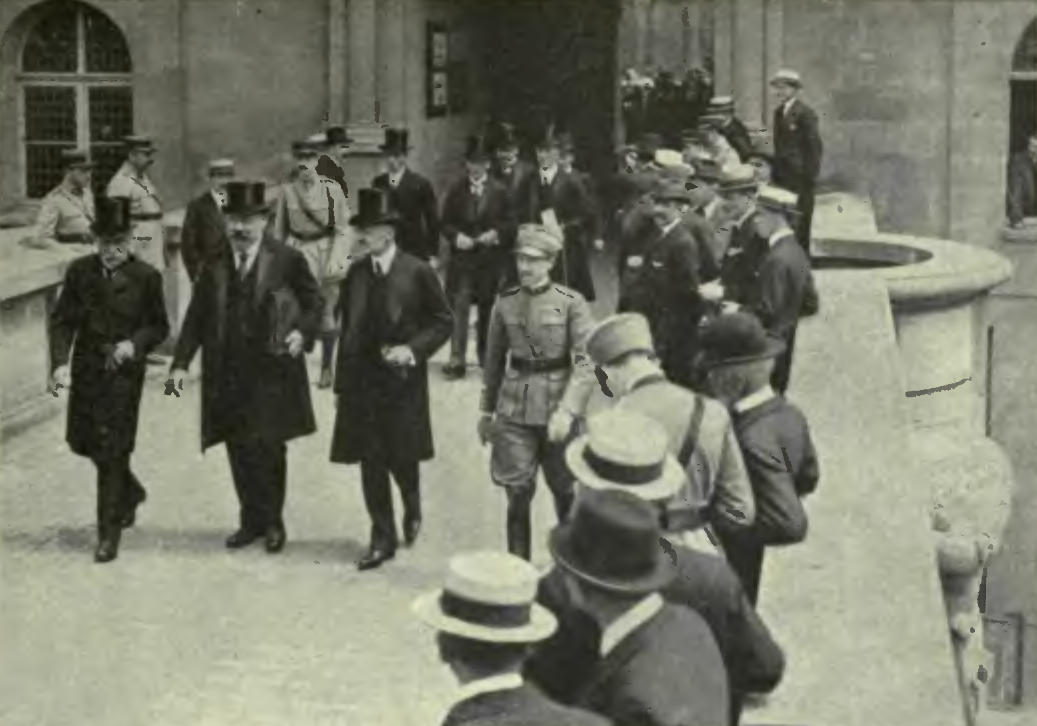
Renner abandona, junto con otros miembros de la delegación austriaca, el Palacio de Saint Germain, donde se firmó el tratado de paz con Austria el 10 de septiembre de 1919.

Durante la Primera Guerra Mundial, Renner, miembro ya de la dirección del Partido Socialdemócrata, confió hasta el final en la capacidad de supervivencia del Imperio y se escoró cada vez más hacia el ala conservadora de la organización, con posturas a menudo criticadas incluso en su propio partido (oposición a la entrega a Francia de Alsacia y Lorena, tregua política con los partidos de derecha, defensa condicional del concepto de Mitteleuropa, etc.).
En estos años, Renner desarrolló una postura pragmática del marxismo. En general, se alejó de las concepciones revolucionarias y adoptó la defensa de un cambio por evolución que trataba de reconciliar al proletariado con los Estados existentes, en vez de promover una ruptura total con el pasado.

### Canciller de la República austriaca
Tras la derrota en la guerra mundial y el desmembramiento del imperio, surgió de los restos de las provincias occidentales la República de Austria, que agrupó la mayoría de los territorios con predominio de alemanes étnicos. Se nombró a Renner primer canciller de la República, al frente de un Gobierno de coalición con los partidos conservadores. Así mismo, Renner logró mantener la unidad del Partido Socialdemócrata, pese a tener que adoptar una política alejada de las teorías marxistas para gobernar con sus socios conservadores, que se apoyaban en el campesinado y en las clases medias y altas de las ciudades.
Excelente administrador, defendió la necesidad de cooperar entre todas las clases sociales y divisiones del nuevo país, postura que no logró el apoyo necesario ni en su formación.

### La década de 1920
Entre 1920 y 1931, Renner fue presidente de la Cámara Baja y dirigente principal de la fracción moderada del partido, minoritaria, que defendía la cooperación con los partidos de la derecha. Fue, además, representante del movimiento cooperativo.

### La década de 1930
Tras el aplastamiento del partido en febrero de 1934, Renner fue detenido y pasó varios meses en prisión. Una vez liberado, se le prohibió ejercer cargo político alguno. Mientras, entre 1934 y 1938, escribió el primer tomo de su autobiografía.
En marzo de 1938, la Alemania nazi se anexionó la República de Austria (Anschluss). Renner había sido uno de los más ardientes defensores de la unión con Alemania durante el periodo de la República de Weimar. No obstante, entonces, fue chantajeado para que publicase su apoyo a cambio de la liberación de un colega socialdemócrata de los campos de concentración.
Renner pasó los años de la guerra en la población alpina de Gloggnitz (Baja Austria), sin llamar la atención de las autoridades nacionalsocialistas. Alejado de cualquier actividad de resistencia a los nazis, se preparó para poder participar en la reconstrucción de la democracia tras la derrota alemana.

### Posguerra
Tras la ocupación soviética de Gloggnitz en la primavera de 1945, Renner formó un Gobierno de coalición con antiguos políticos democráticos gracias a la cooperación soviética. Poco después, los aliados occidentales reconocieron el Gobierno. Elegido presidente en diciembre de 1945, desempeñó con talento su cargo hasta su muerte el 31 de diciembre de 1950.